# Municipio de Jilotlán de los Dolores
El municipio de Jilotlán de los Dolores es un pueblo y municipio de la Región Sureste del estado de Jalisco, México.

## Descripción geográfica

### Ubicación
El municipio de Jilotlán de los dolores se localiza en la región Sur del estado de Jalisco. Sus municipios colindantes son Santa María del Oro, Tamazula de Gordiano y Tecalitlán. Tiene una extensión territorial de 1,542.88 kilómetros cuadrados.
El municipio colinda al oeste con el municipio de Tecalitlán, al noroeste con el municipio de Tamazula de Gordiano y al norte con el municipio de Santa María del Oro; al este y al sur limita con el estado de Michoacán, en particular con el municipio de Peribán, el municipio de Buenavista y el municipio de Tepalcatepec.

## Medio físico
El 44.6% del municipio tiene terrenos montañosos, es decir, con pendientes mayores a 15° y la roca predominante es intrusiva ácida (47.3%). El suelo predominante es el regosol (55.7%), son de poco desarrollo, claros y pobres en materia orgánica pareciéndose bastante a la roca que les da origen. Son someros con fertilidad variable y su productividad se relaciona a su profundidad y pedregosidad. El cultivo de granos tiene resultados moderados a bajos y para uso forestal y pecuario tienen rendimientos variables. La selva (54.1%) es el uso de suelo dominante en el municipio.

### Hidrografía
Los tipos de recursos hídricos del municipio están constituidos por aguas subterráneas, ríos y lagos. El territorio está ubicado dentro de 3 acuíferos de los cuales el 100.0% no tienen disponibilidad y el 0.0% se encuentra con disponibilidad de agua subterránea.
El territorio municipal está dentro de las cuencas Río Tepalcatepec de las cuales el 0.0% tienen disponibilidad y el 100.0% presentan déficit de disponibilidad de agua superficial.
Sus recursos hidrológicos son proporcionados por los ríos y arroyos que conforman las subcuencas río Huijullo y río Tepalcatepec. Sus ríos son: Tepalcatepec, Jilotlán o Congoro y San Juan Itzícuaro; los arroyos son: San Juan y Los Temporales, Ánimas, Itzcaro, El Oso y Tindinguas, y varios manantiales; tanto termales como de agua fría.

### Clima, temperatura y precipitación
La mayor parte del municipio de Jilotlán de los Dolores (65.5%) tiene clima cálido subhúmedo. La temperatura media anual es de 23.9 °C, mientras que sus máximas y mínimas promedio oscilan entre 35.5 °C y 16.3 °C respectivamente. La precipitación media anual es de 910 mm. El régimen de lluvias se registra entre los meses de junio y julio. Los vientos dominantes son en dirección del oeste.

## Áreas naturales protegidas
Jilotlán de los dolores cuenta con 1.3 % de humedales sin alguna área natural protegida tipificada en su territorio. 

## Sequía
A nivel municipal la sequía extrema es la que tiene una mayor distribución con un 60.4 %, seguido por severa, excepcional y moderada con el 17, 13 y 8 por ciento respectivamente.

## Flora y fauna
Su vegetación está integrada por zonas boscosas en la parte sur y poniente, donde predominan las especies de pino y encino. El venado, el conejo, la ardilla y gran variedad de aves pueblan este lugar.

## Demografía

### Localidades
En el censo de 2020 el municipio de Jilotlán de los Dolores contaba con 155 localidades.
| Código INEGI      | Localidad               | Población (2020) |
| ----------------- | ----------------------- | ---------------- |
| 140490001         | Jilotlán de los Dolores | 1 639            |
| 140490195         | Tazumbos                | 1 079            |
| Otras localidades | Otras localidades       | 6 707            |
| Total municipal   | Total municipal         | 9 425            |

## Infraestructura
El municipio cuenta con 16 servicios públicos, de los cuales destacan 33 escuelas, seguido de 19 instalaciones deportivas o recreación y centros de asistencia con 10.

### Salud
De acuerdo con los registros de la secretaría de salud, en el municipio se encuentran 6 unidades de servicio de salud como lo son consultorios, hospitales generales y especializados, oficinas administrativas, farmacias, laboratorios, unidades de medicina familiar, de especialidades médicas y móviles. De las cuales 6 corresponden a la Secretaría de Salud (SSJ).

## Economía

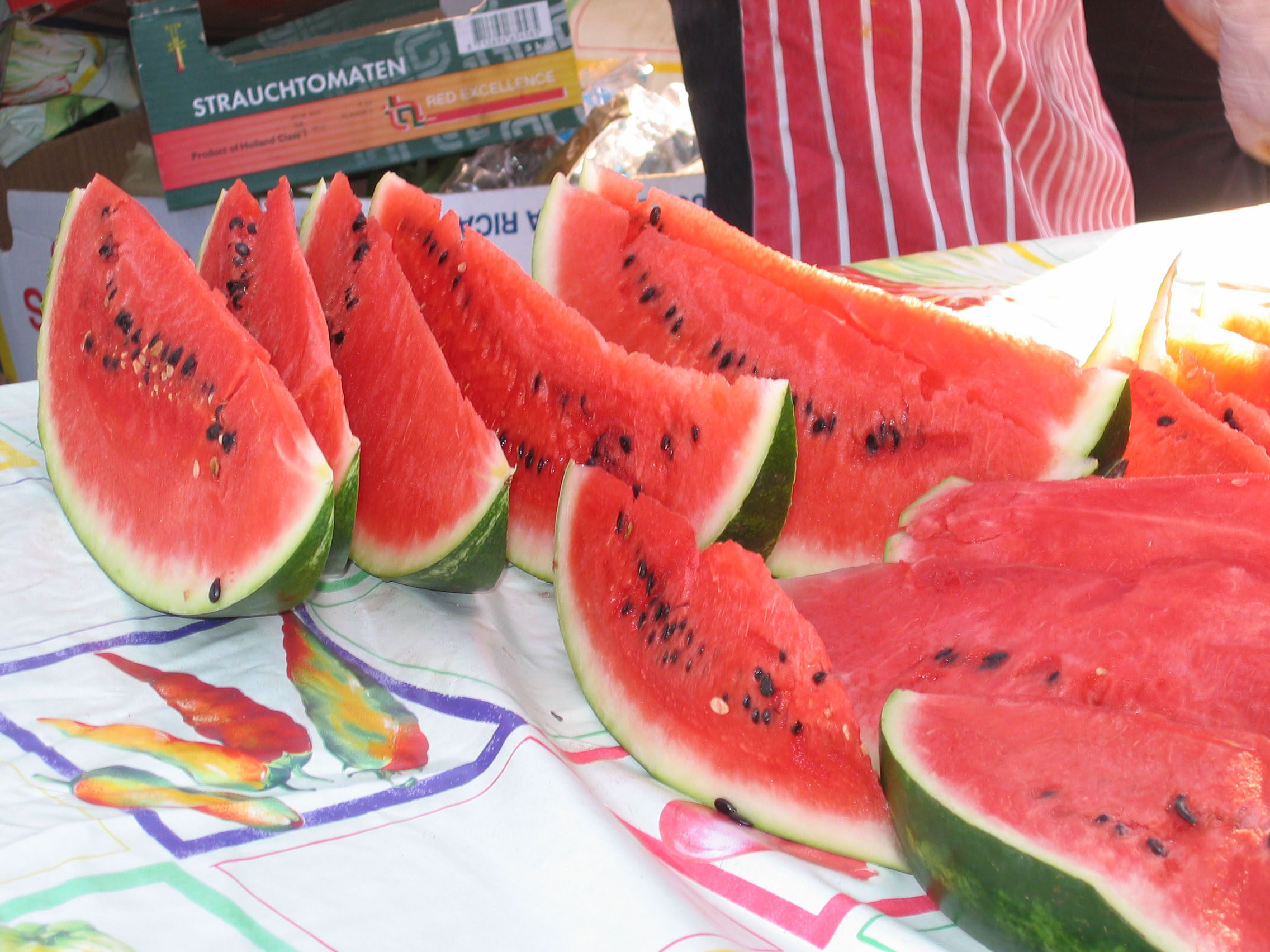
En el municipio se cultiva la sandía.

Ganadería. Se cría ganado bovino, equino, caprino y porcino. Además de aves y colmenas.
Agricultura. Destacan el maíz, sorgo y sandía.
Comercio. Predominan los establecimientos dedicados a la venta de productos de primera necesidad y los comercios mixtos que venden artículos diversos.
Servicios. Se prestan servicios técnicos, comunales, sociales, personales y de mantenimiento.
Industria. Fabricación de cajas y empaques de madera, fabricación de huaraches y descremadora de leche.
Explotación forestal. Se explota el pino y encino.

## Política

### Representación legislativa
Para la elección de diputados locales al Congreso de Jalisco y de diputados federales a la Cámara de Diputados federal, el municipio de Jilotlán se encuentra integrado en los siguientes distritos electorales:
Local:
- Distrito electoral local de 19 de Jalisco con cabecera en Ciudad Guzmán.[8]

Federal:
- Distrito electoral federal 19 de Jalisco con cabecera en Ciudad Guzmán.[9]

### Presidentes municipales
| Período               | Presidente municipal           | Partido político | Notas |
| --------------------- | ------------------------------ | ---------------- | --- |
| 1983-1985             | Antonio Parvool Cisneros       | PRI              | |
| 1986-1988             | Urbicio L. Del Toro            | PRI              | |
| 1989-1992             | Salomón Garibay Ortega         | PRI              | |
| 1992-1995             | Emiliano Doñán Álvarez         | PRI              | |
| 1995-1997             | Jaime Soto Isaís               | PRI              | |
| 1998-2000             | Jesús Valencia Orozco          | PAN              | |
| 2001-2003             | Jesús García Torres            | PAN              | |
| 2004-2006             | Hermila Mendoza Mendoza        | PRI              | |
| 01/01/2007-31/12/2009 | Luis Manuel Godines González   | PRI              | |
| 01/01/2010-30/09/2012 | Hermila Mendoza Mendoza        | PRI Panal        | "Alianza por Jalisco" |
| 01/10/2012-30/09/2015 | Carlos Enrique Llamas González | PRI PVEM         | |
| 01/10/2015-27/03/2018 | Juan Carlos Andrade Magaña     | MC               | Pidió licencia para buscar la reelección. Fue asesinado el 15 de abril de 2018                                                     |
| 27/03/2018-30/09/2018 | Saúl Alcaraz Cortez            | MC               | Interino |
| 01/10/2018-30/09/2021 | Ydalia Chávez Contreras        | PAN PRD MC       | |
| 01/10/2021–01/10/2021 | Ana Cristina Enríquez Cárdenas |                  | Presidenta del Concejo Municipal Interino. Designada por el Congreso del Estado de Jalisco. Permaneció solo unas horas en el cargo |
| 01/10/2021–           | Huber Ortega Padilla           |                  | Presidente del Concejo Municipal Interino. Elegido por el cuerpo de once regidores                                                 |